# Micralictoides dinoceps
Micralictoides dinoceps is een vliesvleugelig insect uit de familie Halictidae. De wetenschappelijke naam van de soort is voor het eerst geldig gepubliceerd in 1987 door Bohart & Griswold.